# Hypsugo eisentrauti
Hypsugo eisentrauti é uma espécie de morcego da família Vespertilionidae. Pode ser encontrada nos Camarões, República Democrática do Congo, Quénia, Somália e Uganda.